# (33535) Alshaikh
1999 HS9 (asteroide 33535) é um asteroide da cintura principal. Possui uma excentricidade de 0.12537890 e uma inclinação de 1.27647º.
Este asteroide foi descoberto no dia 17 de abril de 1999 por LINEAR em Socorro.